# Harri Engelmann
Harri Engelmann (* 14. Oktober 1947 in Berlin) ist ein deutscher Schriftsteller. 

## Leben
Aufgewachsen ist Engelmann in Rostock. Im Alter von 28 Jahren verlor er seine Fahrerlaubnis wegen Trunkenheit am Steuer. Dieses Ereignis veranlasste ihn dazu Geschichten zu schreiben. Mitte der 1980er Jahre gehörte er der Förderklasse des Schriftstellerverbandes Rostock an, gleichzeitig absolvierte er ein Fernstudium am Literaturinstitut „Johannes R. Becher“ in Leipzig. 1987 erschien sein Debüt „Signale im Regen“, eine Sammlung von Erzählungen. Dafür erhielt er 1988 den Debütantenpreis des Verlags Neues Leben. Nach der Wende arbeitete er als Autoverkäufer in einem Rostocker Autohaus. Die Erfahrungen, die er dort machte, verarbeitete er in dem Erzählungsband „Aufzeichnungen eines Autoverkäufers“. 2000 erschien „Japanischer Garten“, ein Buch über das Leben in der NVA. 
Engelmann lebt in Klein Nienhagen in der Nähe von Altenhagen bei Kröpelin.

## Werke
- Temperamente. Verl. Neues Leben, Berlin 1984.
- Einstieg. Verl. Neues Leben, Berlin 1987, ISBN 3-355-00322-0.
- Signale im Regen. Verl. Neues Leben, Berlin 1988, ISBN 3-355-00629-7.
- Durch den Tag laufen. Verl. Tribüne, Berlin 1989, ISBN 3-7303-0434-8.
- Bere grie: 2. Jahreslesebuch. Literaturförderkreis Kuhtor, Rostock 1997, ISBN 3-9805537-1-X.
- Bere grie: 1. Jahreslesebuch. Literaturförderkreis Kuhtor, Rostock 1996, ISBN 3-9805537-0-1.
- Aufzeichnungen eines Autoverkäufers. Weymann Bauer, Rostock 1998, ISBN 3-929395-28-2.
- Japanischer Garten. Weymann Bauer, Rostock 2000, ISBN 3-929395-34-7.
- Auto. konkursbuchverlag, Tübingen 2004, ISBN 3-88769-242-X.
- Russenblut: Roman über eine uneingestandene Abkommenschaft. Projekte-Verlag, Halle 2009, ISBN 978-3-86634-821-9.